# Die Schafe auf Kapela
Die Schafe auf Kapela (schwedisch Tu tu tu!) ist eine Geschichte von Astrid Lindgren.

## Handlung
Stina Maria lebt auf dem Hof Kapela. Am liebsten ist sie mit ihrem Großvater zusammen, der ihr alte Mythen und Sagen erzählt. Manchmal sagt Großvater den alten Spruch „Tu, tu, tu. Schafe weit und breit, heut wie allzeit, so groß ist die Himmelsweid'“. Danach stößt er seinen Spazierstock in den Boden.
Eines Tages reißt der Wolf alle Schafe auf Kapela. Für die Leute auf dem Hof ist das eine Katastrophe.
Kurz vor dem Abendessen wird Stina Maria losgeschickt, um den Spazierstock des Großvaters zu holen. Als sie den Spazierstock hat, sagt sie den Spruch, den ihr Großvater immer sagt: „Tu, tu, tu. Schafe weit und breit, heut wie allzeit, so groß ist die Himmelsweid'“ und stößt den Spazierstock auf die Erde.
Plötzlich steht einer der Unterirdischen vor ihr, ein schattengleiches Männchen. Er verspricht, ihr so viele Schafe zu geben, wie der Wolf gerissen hat, wenn sie nur verspricht, ruhig zu sein und den Spruch niemals mehr so laut aufzusagen. Stina Maria verspricht es und bekommt die Schafe. Doch eine unterirdische Frau möchte Stina Maria nicht gehen lassen. Sie möchte Stina als ihre „Lichttochter“ behalten. Dann streicht sie mit ihrer Hand über Stina Marias Stirn und diese vergisst fast alles, was sie auf der Erde erlebt hat, ihre Eltern, den Hof und ihren Großvater.
Später bleibt Stina Maria bei der Schattenfrau, die sie als ihre Mutter ansieht. Außerdem hütet sie die Schafe. An einen kurzen Text aus einem Lied, das ihr Großvater ihr  beigebracht hat, erinnert sie sich noch und singt die Zeilen immer wieder: „Schu, schu, Lämmchen mein, armes, armes Lämmchen klein.“ Als Jahre vergangen sind, hört sie plötzlich ein lautes Dröhnen, jemand sagt: „Tu, tu, tu. Schafe weit und breit, heut wie allzeit, so groß ist die Himmelsweid'.“ Da erkennt Stina Maria in diesem jemand ihren Großvater wieder. Sie erinnert sich an alles, was sie vergessen hatte.
So beschließt sie, zurück zum Hof zu gehen. Doch die Unterirdischen sind verärgert über die Ruhestörung. Sie glauben, dass auch Stina genauso laut sein wird wie ihr Großvater, wenn sie zum Hof zurückkehrt. Daher wollen sie Stina Maria ins Dunkelwasser treiben. Dies wird jedoch von Stina Marias Schattenmutter verhindert, die die anderen Unterirdischen von ihr abschirmt. Danach zeigt die Schattenfrau Stina Maria den Rückweg.
Da die Zeit über der Erde anders verläuft als im Reich der Unterirdischen, kommt Stina Maria nur wenige Minuten nach ihrem Verschwinden auf dem Hof an. Sie präsentiert dem Großvater die Schafe. Dieser erkennt an ihren Augen, dass sie von den Unterirdischen gekommen ist, und nimmt sie in seine Arme. Als ihr Großvater mit dem Stock fest auf den Boden stampft und seinen Spruch aufsagen will, ermahnt ihn Stina Maria, leise zu sein. Danach flüstert sie ihm den Spruch ins Ohr.

## Hintergrund
Die Geschichte wurde erstmals 1959 in der schwedischen Zeitschrift Vi veröffentlicht. 1959 erschien die Geschichte mit Illustrationen von Ingrid Vang Nyman in der Kurzgeschichtensammlung Sunnanäng (1960, deutsch Klingt meine Linde). Später wurde die Geschichte auch als einzelnes Buch von Novellix veröffentlicht. Illustriert wurde diese Ausgabe von Lisa Benk.
Die Unterirdischen sind Kreaturen aus dem schwedischen Volksglauben. Viel später beschäftigte sich Astrid Lindgren in ihrem Roman Ronja Räubertochter erneut mit den Unterirdischen. Jedoch geht Ronja nie in deren Reich. Sie hört die Unterirdischen nach ihr rufen und wird von ihrem Freund Birk davon abgehalten, den Unterirdischen zu folgen. Der alte Räuber Glatzen Per erklärt sogar, dass derjenige, der zu den Unterirdischen geht, niemals wiederkommt.
Die Figur des Großvaters in dem Buch beruht auf Lindgrens eigenem Großvater, Samuel Johan Ericsson. Dieser lebte auf dem Dachboden von Astrid Lindgrens Zuhause Näs und machte den Kindern gerne Geschenke. Lindgren liebte die Zuversichtlichkeit und Stärke ihres Großvaters, die sie zu den Eigenschaften des Großvaters in der Geschichte machte. Genau wie Stina Maria lauschte sie als Kind ihrem Großvater, wenn dieser ihr von den schwedischen Mythen und Sagen berichtete. Auch der alte Reim „Tu, tu, tu. Schafe weit und breit, heut wie allzeit, so groß ist die Himmelsweid'“ stammt von Astrid Lindgrens Großvater, der genau wie Stina Marias Großvater zu dem Reim seinen Spazierstock in die Erde stieß. Ein Lied mit einem ganz ähnlichen Text wurde zu der Zeit außerdem viel in Småland gesungen.
In Schweden wurde die Geschichte auch als Theaterstück gezeigt.

## Ausgaben
- Sunnanäng, (1959), Rabén & Sjögren, schwedische Erstveröffentlichung, illustriert von Ilon Wikland
- Tu tu tu (2015), Novelix, schwedische Ausgabe, illustriert von Lisa Benk

### In Deutschland veröffentlicht in
- Klingt meine Linde, 1960, Verlag Friedrich Oetinger, Hamburg, übersetzt von Anna-Liese Kornitzky, illustriert von Ilon Wikland
- Die Schafe auf Kapela, 1967, Verlag Friedrich Oetinger, Hamburg, übersetzt von Anna-Liese Kornitzky, illustriert von Ilon Wikland
- Astrid Lindgren erzählt, 1971, Verlag Friedrich Oetinger, Hamburg, übersetzt von Anna-Liese Kornitzky, illustriert von Margret Rettich
- Märchen, 1978, Verlag Friedrich Oetinger, Hamburg, übersetzt von Anna-Liese Kornitzky, illustriert von Ilon Wikland